# Ley polaca de ciudadanía

Escudo de Polonia.

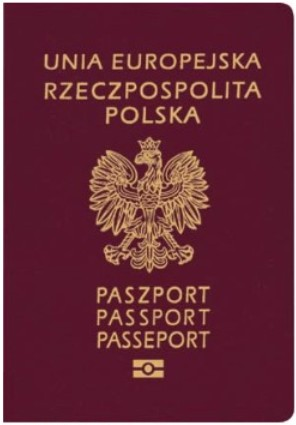
Pasaporte polaco

La Ley de Ciudadanía Polaca data del 2 de febrero de 2009, fue publicada el 14 de febrero de 2012 y rige desde el 15 de agosto de 2012.

## Por nacimiento
La ley de ciudadanía polaca está basada en los principios de ius sanguinis. 
- Por lo tanto toda persona nacida en Polonia o fuera de sus fronteras, hijo o hija de padre o madre polacos tiene derecho a la ciudadanía como polaco de nacimiento.
- Si sólo uno de los padres es polaco, se puede anular la ciudadanía del nacido, escribiendo al consulado polaco.
- Una persona cuyos padres renunciaron su ciudadanía, podrá recuperarla declarándolo ante las autoridades polacas después de cumplir 16 y antes de cumplir los 17 años y medio.

## Por naturalización
Una persona extranjera (que no es polaca según esta ley) que reside en Polonia por lo menos 5 años, que tenga permiso de residencia permanente, podrá solicitar la ciudadanía. En casos especiales será el solicitante exento de esta condición.

## Revocación de la ciudadanía
Según la ley actual, la ciudadanía no podrá ser revocada o suspendida, ni de alguna otra forma disminuida o privada sin la voluntad del ciudadano.

## Los que emigraron antes de 1962
La ciudadanía de los que emigraron antes de 1962 está gobernada por las leyes vigentes desde su salida de Polonia.
- El polaco que entre 1918 y 1951 adquirió ciudadanía extranjera, tiene su ciudadanía polaca revocada, a menos que estuviese obligado al servicio militar polaco.
- El servicio en un ejército extranjero o como funcionario de un estado extranjero causarán también la revocación de la ciudadanía polaca.
- Un ciudadano polaco que adquirió una ciudadanía extranjera, por el cambio de fronteras de Polonia, o adquirió ciudadanía rusa, Bielorrusa, Ucraniana, Lituana, Letonia, Estonia o Alemana antes del 15 de febrero de 1962 tiene revocada su ciudadanía polaca.
- Los polacos que emigraron a Israel entre 1958 y 1984 tienen revocadas sus ciudadanías polacas. Sin embargo, un laudo de un tribunal polaco en Varsovia puede resultar en la recuperación de las ciudadanías.

## Ciudadanía heredada
- Cualquier ciudadano polaco que emigró después de que Polonia se independizó en 1918 puede solicitar la comprobación de su ciudadanía polaca.
- Sus hijos podrán comprobar sus ciudadanías también, pero no se puede saltar ninguna generación y hay que comprobar la ciudadanía de todos los antepasados del solicitante de mayor a menor antes de comprobar la suya.
- Si la ciudadanía de uno de los antepasados fue revocada antes de que se haga su hijo mayor de edad, sus hijos ya no son polacos.
- Las solicitudes de comprobación de la ciudadanía polaca se entregan en la oficina del Voivodato (Provincia) de nacimiento o en los consulados de Polonia en el mundo.
- No hay límite de generaciones para pedir la ciudadanía polaca. Podés ser el bisnieto de un polaco y pedir ser ciudadano polaco, siempre y cuando cumplas con los requisitos establecidos por la ley.

## Extranjeros nacidos en Polonia
Como en Polonia no rige el principio del ius soli, una persona nacida en Polonia de padres extranjeros, no tendrá derecho a la ciudadanía polaca, al menos que la ciudadanía de los padres no sea conocida.

## Doble ciudadanía
La doble ciudadanía está permitida en Polonia, considerando que la persona con doble ciudadanía, a nivel legal será considerada únicamente como ciudadana polaca dentro del territorio de Polonia. 

## Ciudadanía y nacionalidad
La tradición polaca diferencia claramente los conceptos de nacionalidad y ciudadanía.
- Se considera como pertenecientes a la nación polaca a quienes étnicamente son polacos, independientemente de su ciudadanía y lugar de nacimiento.
- La ciudadanía es un concepto jurídico, que indica el vínculo entre determinado individuo y el Estado polaco, generando derechos y deberes recíprocos. Este concepto abarca a todos los ciudadanos polacos, independientemente de su origen étnico.